# Кам'яногірка (Звягельський район)
Кам'яногі́рка — село в Україні, в Ємільчинській селищній територіальній громаді Звягельського району Житомирської області. Населення становить 165 осіб (2001).

## Географія
Село межує на північному сході з Горбове, на сході з Степанівкою, на півдні з Мокляками, на південному заході з Хутір-Мокляки, на північному заході з Ємільчине та Здоровець.

## Історія
29 березня 2017 року включене до складу новоутвореної Ємільчинської селищної територіальної громади Ємільчинського району Житомирської області. Від 19 липня 2020 року, разом з громадою, в складі новоствореного Новоград-Волинського (згодом — Звягельський) району Житомирської області.